# Deutsches Institut für Menschenrechte

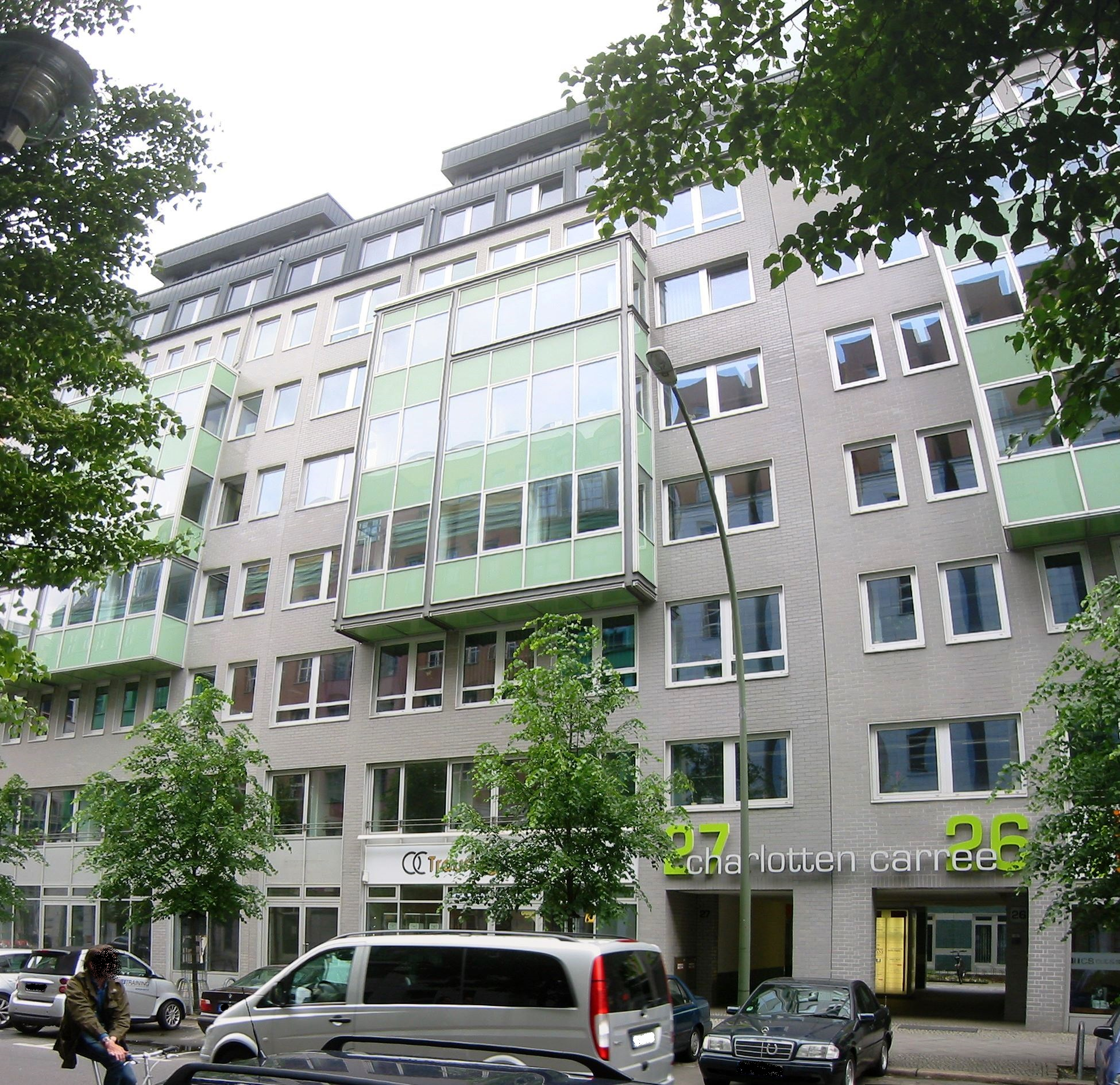
Sitz des Instituts in der Zimmerstraße in Berlin-Kreuzberg

Das Deutsche Institut für Menschenrechte (DIMR) ist eine Menschenrechtsorganisation mit Sitz in Berlin. Der eingetragene Verein wurde am 8. März 2001 gegründet. Als nationale Menschenrechtsinstitution arbeitet das DIMR auf Grundlage der „Pariser Prinzipien“ der Vereinten Nationen. Es beschäftigte im Mai 2024 etwa 130 hauptamtliche Mitarbeiter.

## Grundlagen
Seit 2015 ist das Gesetz über die Rechtsstellung und Aufgaben des Deutschen Instituts für Menschenrechte (DIMRG) maßgeblich. Nach dem Gesetz und der Satzung besteht politische Unabhängigkeit, die Finanzierung ist jedoch vom Auftraggeber (Bundestag) bzw. Etat des Bundeshaushalts abhängig. Die Finanzierung erfolgt in erster Linie durch öffentliche Mittel aus dem deutschen Bundeshaushalt soweit sie im Haushaltsplan des Deutschen Bundestags aufgenommen sind, § 1 Abs. 1 S. 2 DIMRG; für einzelne Projekte werden Drittmittel eingeworben.
Die Richtlinien für die inhaltliche Arbeit legt ein Kuratorium fest.
Das Institut begleitet und überwacht zudem die Umsetzung der UN-Behindertenrechtskonvention und der UN-Kinderrechtskonvention. Es hat hierfür im Mai 2009 und im November 2015 jeweils eine Monitoring-Stelle eingerichtet. Die Bundesregierung hat das Institut mit einer unabhängigen innerstaatlichen Berichterstattung zu den Konventionen des Europarats zur Unterbindung des Menschenhandels und der Ausnutzung der Prostitution anderer sowie zur Verhütung und Bekämpfung von Gewalt gegen Frauen und häuslicher Gewalt (Istanbul-Konvention) betraut, wofür im November 2022 entsprechende Berichterstattungsstellen eingerichtet wurden.

## Auftrag und Tätigkeit
Der Auftrag ist per Gesetz und Satzung festgelegt.
Das Institut forscht interdisziplinär und anwendungsorientiert zu menschenrechtlichen Fragen und beobachtet die Menschenrechtssituation in Deutschland.
Es berichtet jährlich dem Deutschen Bundestag und verfasst Stellungnahmen für nationale wie internationale Gerichte (sog. amicus-curiæ-Stellungnahmen) sowie internationale Menschenrechtsgremien.
Mit den Menschenrechtsgremien der Vereinten Nationen, des Europarats und der Europäischen Union arbeitet es eng zusammen. Das Institut ist außerdem Mitglied im Weltverband der nationalen Menschenrechtsinstitutionen (Global Alliance of National Human Rights Institutions) und des European Network of National Human Rights Institutions. Das Institut unterhält eine öffentlich zugängliche Spezialbibliothek zu Menschenrechtsthemen und betreibt Öffentlichkeitsarbeit zur Förderung der Menschenrechte.
Weitere Aufgaben sind unter anderem Politikberatung und Information der Öffentlichkeit über die Lage der Menschenrechte im In- und Ausland.

## Budget und Stellen
Das DIMR wird aus dem Haushalt des Deutschen Bundestages sowie – für einzelne Projekte – aus Drittmitteln finanziert. Das Gesamtbudget betrug:
| Jahr | Budget    | Vollzeitstellen | Mitarbeiter | Quelle             |
| ---- | --------- | --------------- | ----------- | ------------------ |
| 2002 | 1,5 Mio € | .               | .           | Jahresbericht 2002 |
| 2003 | 1,5 Mio € | .               | .           | Jahresbericht 2003 |
| 2004 | 1,6 Mio € | .               | .           | Jahresbericht 2004 |
| 2005 | 1,7 Mio € | .               | .           | Jahresbericht 2005 |
| 2006 | 1,7 Mio € | .               | .           | Jahresbericht 2006 |
| 2007 | 1,8 Mio € | .               | .           | Jahresbericht 2007 |
| 2008 | 1,8 Mio € | .               | 21          | Jahresbericht 2008 |
| 2009 | 2,5 Mio € | .               | .           | Jahresbericht 2009 |
| 2010 | 2,7 Mio € | .               | .           | Jahresbericht 2010 |
| 2011 | 3,1 Mio € | .               | .           | Jahresbericht 2011 |
| 2012 | 3,3 Mio € | .               | 46          | Jahresbericht 2012 |
| 2013 | 4,0 Mio € | .               | .           | Jahresbericht 2013 |
| 2014 | 4,1 Mio € | .               | .           | Jahresbericht 2014 |
| 2015 | 4,0 Mio € | .               | .           | Jahresbericht 2015 |
| 2016 | 4,9 Mio € | 53              | 73          | Jahresbericht 2016 |
| 2017 | 5,6 Mio € | 59              | 82          | Jahresbericht 2017 |
| 2018 | 5,8 Mio € | 61              | 84          | Jahresbericht 2018 |
| 2019 | 6,0 Mio € | 60              | 86          | Jahresbericht 2019 |
| 2020 | 6,5 Mio € | 66              | 93          | Jahresbericht 2020 |
| 2021 | 6,7 Mio € | 69              | 93          | Jahresbericht 2021 |
| 2022 | 6,9 Mio € | 74              | 92          | Jahresbericht 2022 |
| 2023 | 9,2 Mio € | 86              | 92          | Jahresbericht 2023 |

## Kuratorium
Mitglieder des Kuratoriums sind u. a. Jochen von Bernstorff, Elke Ferner, Jonas Geissler, Deborah Hartmann, Anetta Kahane, Nora Markard, Nivedita Prasad und Pierre Thielbörger. Zu den nicht stimmberechtigten Mitgliedern gehören u. a. Lars Castellucci, Jürgen Dusel und Bernd Fabritius.